# Planocarpa petiolaris
Planocarpa petiolaris är en ljungväxtart som först beskrevs av Augustin Pyrame de Candolle och som fick sitt nu gällande namn av Carolyn M. Weiller.
Planocarpa petiolaris ingår i släktet Planocarpa och familjen ljungväxter. Inga underarter finns listade i Catalogue of Life.